# Кит (сазвежђе)
Кит (лат. Cetus) једно од 88 савремених и 48 оригиналних Птоломејевих сазвежђа. Једно је од највећих сазвежђа — са 1231 квадратних степени, Кит је 4. сазвежђе по површини. Кит припада јужној хемисфери, али се налази довољно близу еклиптици да се планете и астероиди могу наћи у овом сазвежђу. У Киту је 1807. откривен астероид 4 Веста.
Упркос свом називу, Кит не представља животињу кита већ морско чудовиште које је по грчком миту послао Посејдон да казни Касиопеју због њене охолости и поједе Касиопејину ћерку Андромеду. Чудовиште је убио Персеј скаменивши га Медузиним погледом.

## Звезде
Најсјајнија звезда Кита је бета (Денеб каитос, реп кита), магнитуде 2,04. Ова светла жутонаранџаста звезда се налази на око 96 светлосних година од Сунца, а релативно ју је лако уочити на небу јер у њеној близини нема других, голим оком видљивих, звезда.
Алфа Кита (Менкар, ноздрва) има магнитуду 2,53. Менкар је стара звезда, нестабилна, која је тренутно црвени џин, а верује се да ће ускоро (на астрономској временској скали) одбацити спољашње слојеве од којих ће настати планетарна маглина у чијем ће средишту остати бели патуљак.
Тау Кита се налази на свега 12 светлосних година од Земље, а због тога као и због сличности са Сунцем представља једну од мета SETI пројекта.
 Кита је прототип поткласе еруптивних променљивих названих бљесковите променљиве звезде или звезде типа UV Ceti. Сама UV Кита је део бинарног система Luyten 726-8, друга комппонента је  Кита. Обе компоненте су бљесковите променљиве, али док UV Кита мења своју магнитуду за 3 до 4 величине сваких 10 сати, BL Кита трпи много мање промене. Овај систем се налази на свега 8,4 светлосне године од Сунца (бљесковите звезде које су даље од 15 светлосних година од Сунца се не виде са Земље).
Вероватно најзанимљивија звезда овог сазвежђа је Мира (омикрон Кита). Мира је прва променљива звезда која је откривена, пре свега захваљујући огромној промени у сјају. Када је најсјајнија, достиже магнитуду од 2,0 и постаје сјајнија од бете Кита, иначе најсјајније звезде у сазвежђу. При минималном сјају има магнитуду од 10,1, тако да није видљива голим оком. Име „Мира“ јој је дао Пољски астроном Јоханес Хевелијус, од латинске речи за „чудесна“. Мира је и прототип своје класе променљивих, по њој названих „Мириде“. То су пулсирајуће звезде, најчешће црвени џинови, чији је период промене сјаја дужи од 100 дана а сјајност мењају за више од једне магнитуде. Материјал који Мира оставља за собом прати је као реп комете, али је видљив само у УВ спектру.

## Објекти дубоког неба
М77 (NGC 1068) је спирална галаксија Сејфертовог типа. Налази се у близини делте Кита, магнитуде је 8,9 а са Земље се види ан-фас.
У Киту се налази и JKCS 041, најудаљенија група галаксија до сада откривена (на око 10,2 милијарде светлосних година од Сунца).